# Kanekoa piligera
Kanekoa piligera är en skalbaggsart som beskrevs av Holzschuh 2003. Kanekoa piligera ingår i släktet Kanekoa och familjen långhorningar. Inga underarter finns listade i Catalogue of Life.